# Emiel Gysemans
Emiel Gysemans (* 20. Oktober 1953 in Booischot) ist ein ehemaliger belgischer Radrennfahrer.

## Sportliche Laufbahn
Gysemans war im Straßenradsport aktiv. Als Amateur wurde er Militärweltmeister im Straßenrennen 1975. In der Olympia’s Tour 1975 gewann er eine Etappe sowie die Trofeo Città di San Vendemiano in Italien. Im Kattekoers kam er auf den 3. Platz.
Von 1976 bis 1983 war er als Berufsfahrer aktiv. 1976 siegte er im Etappenrennen Tour de l’Oise vor Régis Delépine sowie im Omloop van de Fruitstreek. 1977 gewann er den Omloop van Midden-België, das Rennen Schaal Sels, Harelbeke–Poperinge–Harelbeke sowie eine Etappe der Tour de l’Oise, 1979 Brüssel–Ingooigem, 1980 De Kustpijl, 1981 den Maaslandse Pijl. Dazu kam eine Reihe von Erfolgen in Kriterien als Amateur und als Profi. Zweiter wurde er 1977 im Omloop van Oost-Vlaanderen, 1978 in der Ronde van Limburg. Dritter wurde er in der Tour de l’Oise 1977.

## Familiäres
Sein Bruder Jos Gysemans war ebenfalls Radrennfahrer.